# John Noble Barlow
John Noble Barlow (Manchester, 1861 – Penzance, 24 marzo 1917) è stato un pittore inglese.
Fu un pittore di paesaggi e di marine. Nel 1887 emigrò negli Stati Uniti e prese la nazionalità americana.

## Biografia
John Noble Barlow nacque in Inghilterra, nella città di Manchester, in un giorno ancora imprecisato del 1861. Terminati gli studi primari si trasferì a Parigi, dove si iscrisse all’Académie Julian e fu allievo per due anni di Jules Joseph Lefebvre, Paul Delance e di Jean-Joseph Benjamin-Constant. Studiò poi anche in Belgio, nei Paesi Bassi e si spinse sino a New York City. Forse attirato dalla vita nel Nuovo Mondo, decise di diventare americano e, nel 1887, ottenne la cittadinanza statunitense, andando a vivere a Providence, nel Rhode Island. Espose le sue opere all’"Academia americana di disegno" e all’ "Art Institute" di Chicago, e fece parte del "Providence Art Club".
Tornò in Inghilterra nel 1889, a Londra, dove due anni dopo sposò Marie Elizabeth Johnson, cittadina americana, e nel 1892 si stabilì a St Ives, in Cornovaglia.
 
Nel 1896 venne eletto membro della "Royal Society of British Artists", quindi, nel 1916, della "Royal Institute of Oil Painters", mentre nel 1899 ricevette una medaglia di terza classe al "Salon des artistes français" e partecipò all’Expo del 1900 di Parigi. 
Numerose opere dell'ultimo periodo ebbero come soggetto Lamorna Valley, in Cornovaglia, dove Barlow aveva uno studio, e il suo quadro Spring, Lamorna del 1899 fu considerato a lungo come la sua opera migliore.
John Noble Barlow morì a Penzance, sempre in Cornovaglia, nel 1917. Aveva 56 anni.
Molti allievi di Barlow e della sua scuola divennero pittori noti e apprezzati; fra essi: Garstin Cox, William Cox, Donald Henry Floyd, Herbert George, Anna A. Hills e Edgar Nye.

## Opere
Barlow fu assai famoso per i suoi vasti paesaggi, per le marine, i tramonti, le lune nascenti e le scene autunnali. I suoi soggetti più espressivi furono però le sequenze di gruppi arborei. Tre suoi quadri vengono normalmente esposti nel "Rhode Island School of Design Museum" di Providence e i suoi lavori sono esposti al pubblico a Cheltenham, Plymouth e Truro in Inghilterra.  La sua firma fu quasi sempre "J. N. Barlow".

## Galleria d'immagini

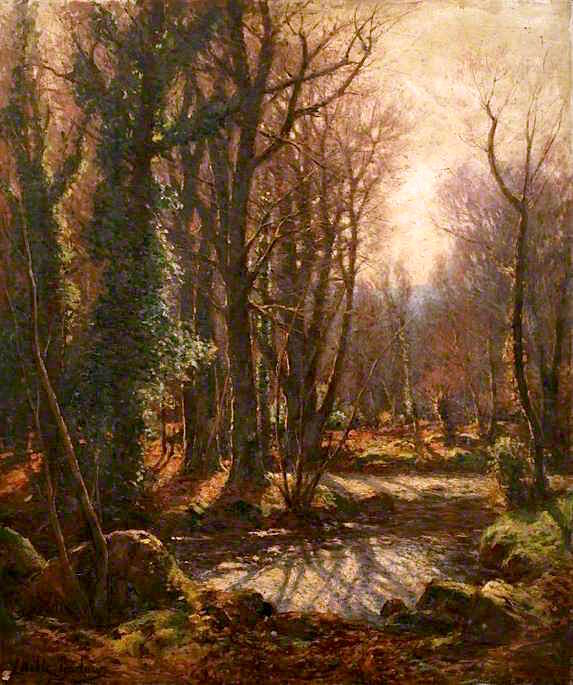
Bosco d'autunno
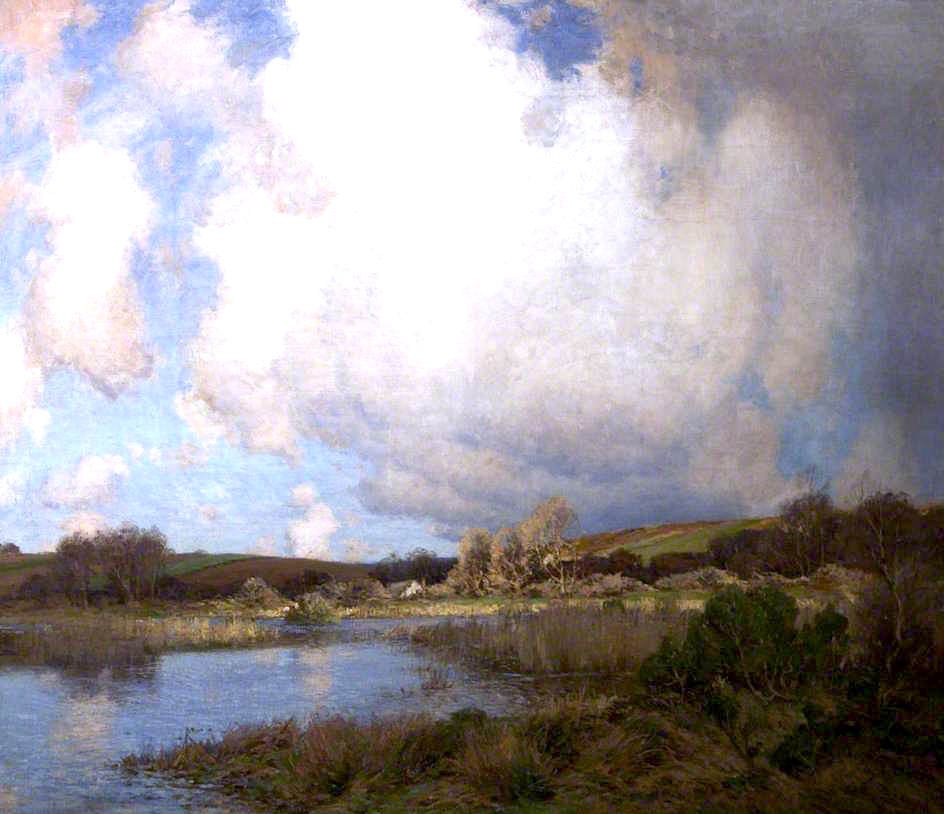
Le paludi di Marazion, in Cornovaglia
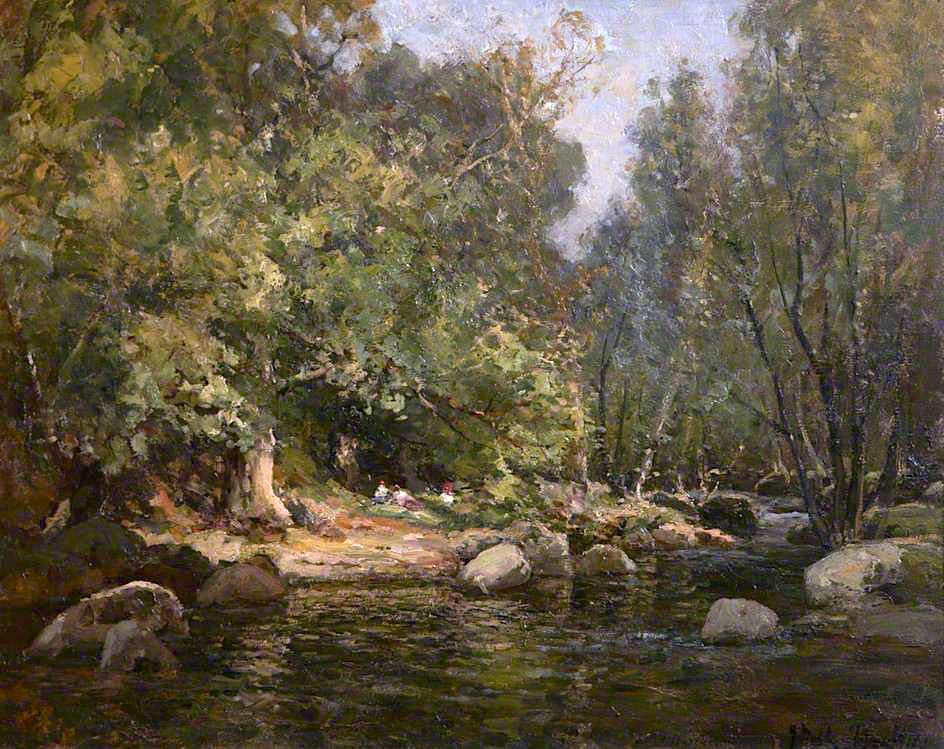
Shaugh Bridge
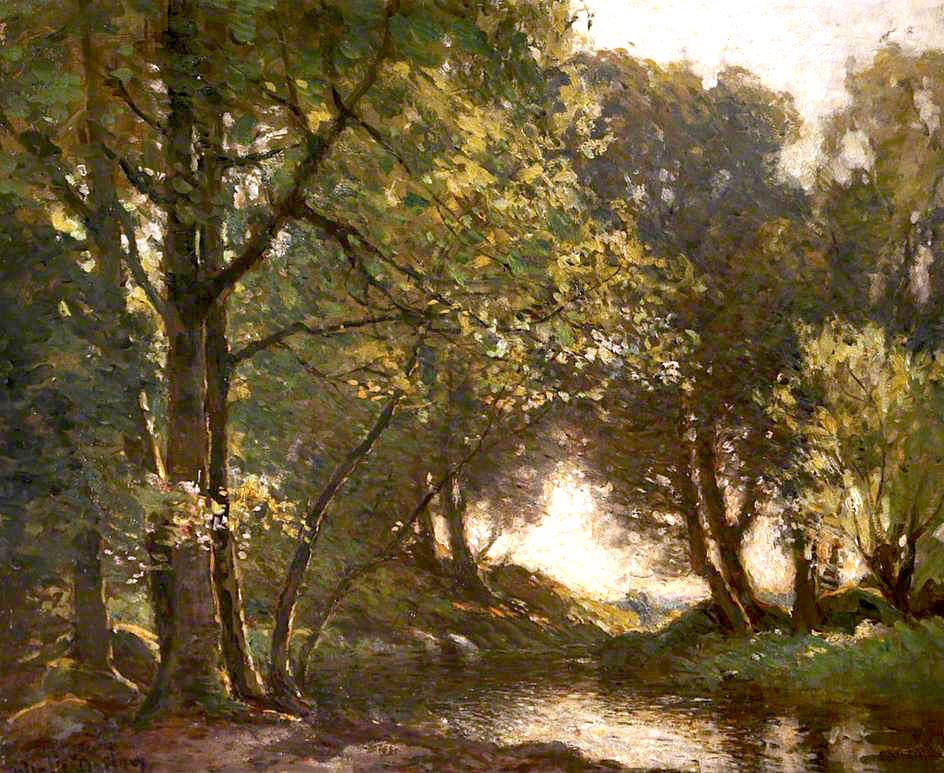
La valle del Devonshire

## Collegamenti esterni

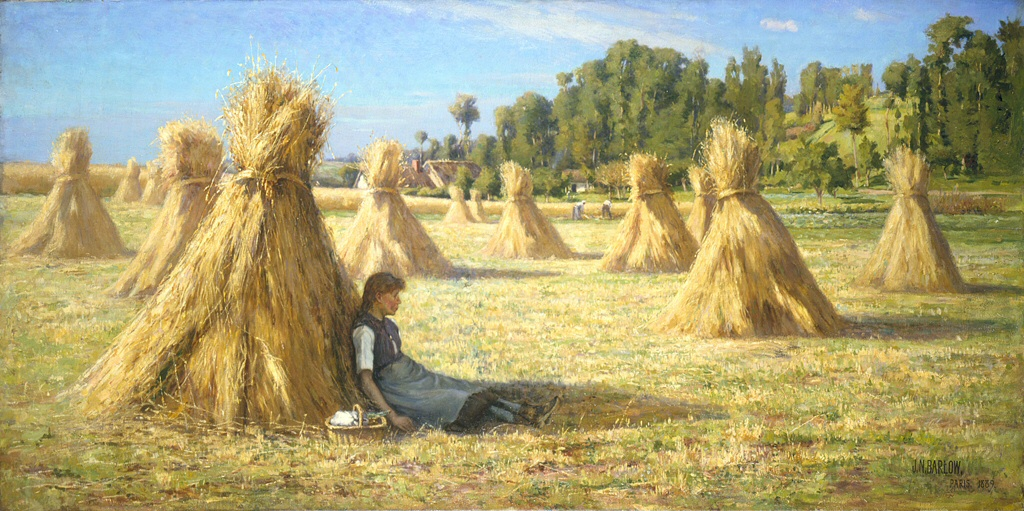
Il raccolto